# C-629
La C-629 era una vía de comunicación que pertenecía a la antigua Red Comarcal de Carreteras de España, del Plan Peña de 1939. Contaba con un trazado de 130 km aproximadamente entre las localidades de Quintanaortuño (Burgos) y Colindres (Cantabria), más adicionalmente unos 10 km desde Gama hasta Santoña.
Actualmente, su trazado se corresponde con el de las carreteras CL-629, N-629 y N-629a.

## Tramo CL-629 (78 km)
La carretera surge en el cruce con la N-623 a las afueras de Burgos hasta el barrio El Crucero, Merindad de Montija. Cuando se realizaron los trabajos de mejora de la CL-629, se realizaron algunas variantes de población para evitar el paso por las travesías de los mismos, como las de Hontomín o Villalta. También se rectificaron o eliminaron curvas, creando una calzada nueva de mayor anchura en paralelo a la de la antigua comarcal en algunos puntos. En el entorno del alto de la Mazorra, ya en Valdenoceda, se pueden ver las antiguas curvas de la carretera.

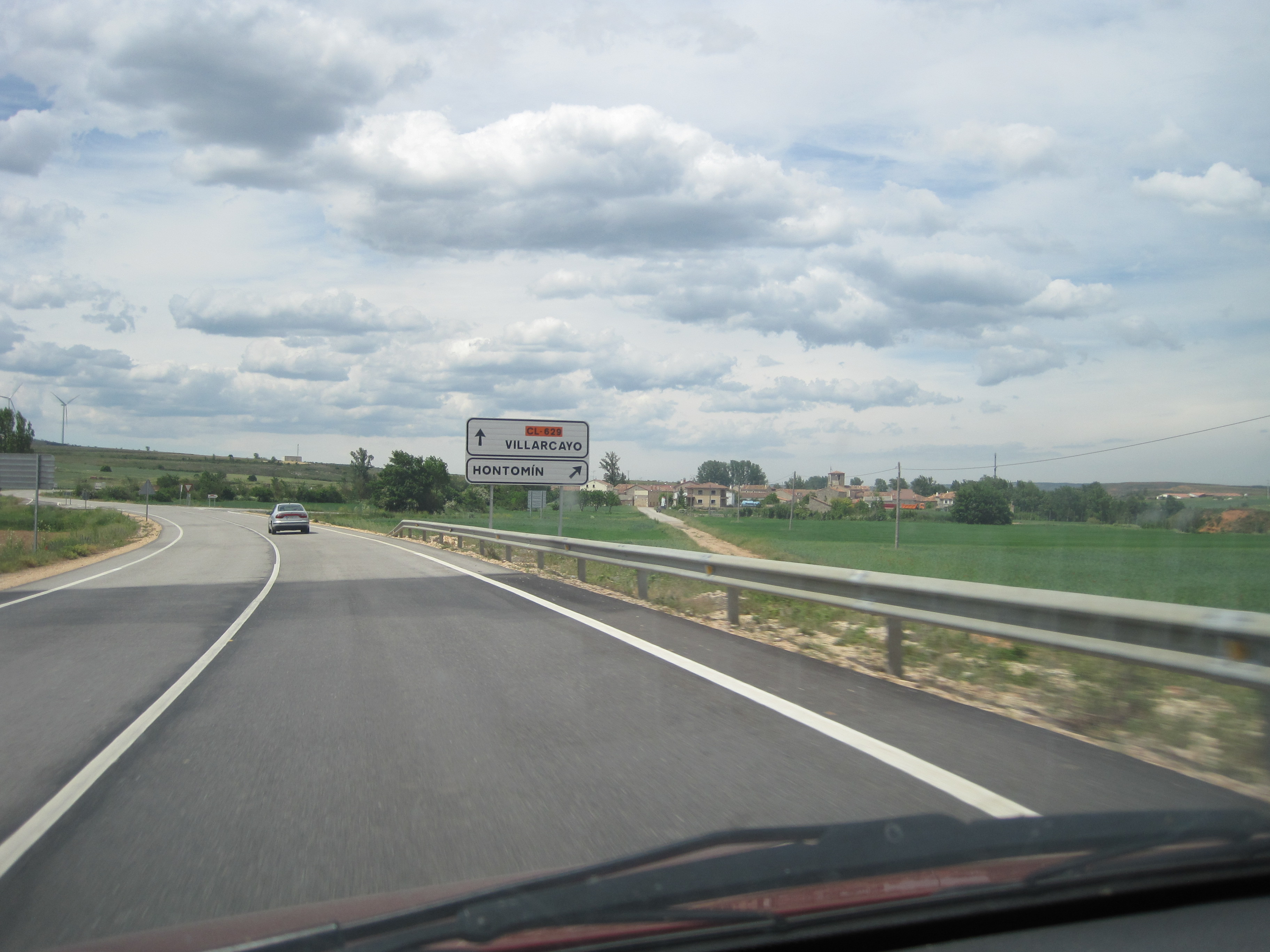
Variante de Hontomín en la C-629.

Discurre unos kilómetros junto a la N-232 desde el pueblo de Valdenoceda hasta Incinillas donde vuelve a recuperar su nombre, atravesando los municipios de Villalaín, Villarcayo y el alto de Bocos.

## Tramo N-629 (50 km)
En El Crucero de Montija, ya convertida en N-629, atravesaba el paso a nivel de Bercedo, pero actualmente existe un paso elevado que lo evita. Tras dejar a un lado de la carretera Agüera, entra en la comunidad de Cantabria y desciende el Puerto de Los Tornos. 
Continúa por el municipio de Soba y durante unos kilómetros, entra en la provincia de Vizcaya atravesando el término municipal de Lanestosa, para volver a entrar en Cantabria y concretamente en Ramales de la Victoria. 
A partir de este punto, el trazado de la comarcal se corresponde con los trazados señalizados como N-629a, entre los que se encuentran las poblaciones de Gibaja, Rasines, Ampuero o Limpias, a pesar de existir una N-629 alternativa que se trata de una vía rápida y no se corresponde con la antigua comarcal.
Una vez vuelven a confluir la N-629 con la N-629a, continúa los kilómetros finales hasta llegar a Colindres.

## Tramo final
Tras atravesar algunos kilómetros de la N-634 en dirección Santander, en el cruce de Gama volvía a reaparecer la C-629 atravesando las poblaciones de Escalante, la Playa de Berria y llegando finalmente a Santoña.

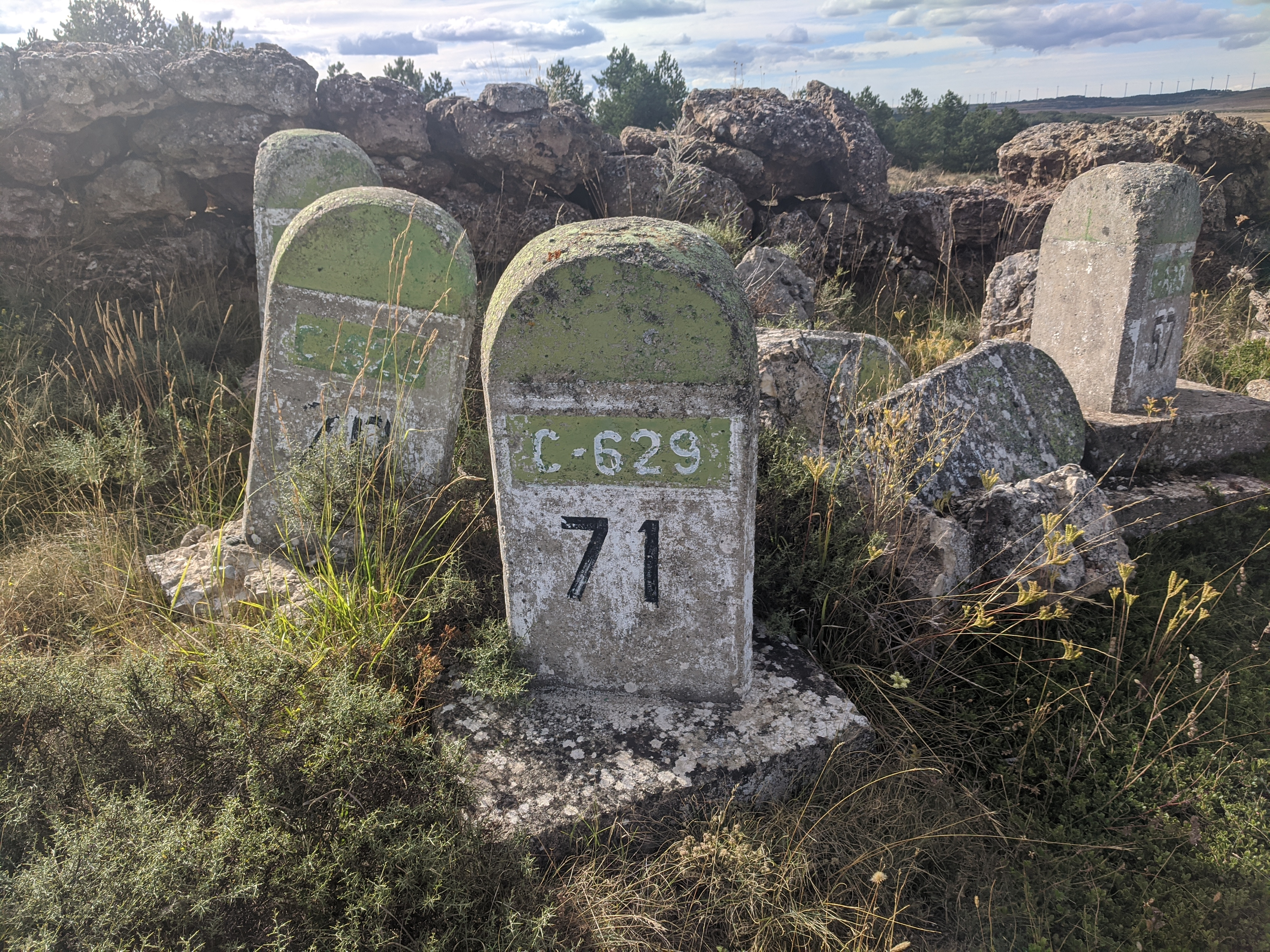
Hitos kilométricos (en formato pétreo) marcando los kilómetros de la C-629. Actualmente retirados y depositados cerca de Páramo de Masa.